# Таловка (Большемуртинский район)
Тало́вка — село в Большемуртинском районе Красноярского края.

## История
- Упоминается в «Первой Всеобщей Переписи населенія Россійской имперіи 1897 года» в редакции 1905 года как деревня Та́лая.
- 1957 — Объединение колхозов Анисимовки, Шариково и Таловки в один «Правильный путь».
- Журавлёв Павел Павлович. 1904 г.р. Малограмотный. Крестьянин. Арестован 17.12.1929. Обвинение по ст. 58—11 УК РСФСР. Приговорён 09.02.1930 особой тройкой ПП ОГПУ СК к ВМН. Расстрелян 23.02.1930 в г. Красноярске. Реабилитирован 12.09.1989 прокуратурой КК (П-18648).[2]
- 26 августа 2012 г., в день памяти Иконы Божией Матери «Умягчение злых сердец», было совершено освящение Поклонного креста.[3] Крест изготовлен и установлен по просьбе сельчан главой сельской администрации Чимовым Евгением Юрьевичем.

## Население
| 2010 |
| ---- |
| 822  |

- 9.02.1987 — 847 человек
- 1.01.2012 — 808 человек

## Экономика
1. РЭС-5 (Район электрических сетей) Таловский участок.
2. Хлебопекарня[4]
3. Таловское лесничество.

## Инфраструктура
1. МКОУ Тало́вская СОШ[5] (ул. Советская,18)
2. МКОУ Тало́вский дет.сад «Родничок». (ул. Речная, 16)
3. Таловская врачебная амбулатория.[6] (ул. Центральная 102в)
4. МБУК «Тало́вская ЦКС»[7][8][9] (ул. Советская, 12)
5. Таловская сельская библиотека[10] (ул. Советская, 12)
6. Сельское отделение почтовой связи.[11][12] (ул. Лесная 19б)
7. Филиал РТРС «Красноярский КРТПЦ» (Высота телебашни — 72 метра, мощность цифровых передатчиков 500 Вт. первый мультиплекс на 47 ТВК)[13]
8. Филиал Сбербанка России[14] (ул. Центральная, 137а)
9. Филиал реабилитационного центра «Беркут».[15]
10. Реабилитационный центр «АНО Гереон» ул. Таруханская 6
11. Администрация Таловского сельсовета (ул. Советская, 14)[16]